# Giải của Viện phim Úc cho nam diễn viên phụ xuất sắc nhất
Giải của Viện phim Úc cho nam diễn viên phụ xuất sắc nhất là một giải thưởng hàng năm của Viện phim Úc dành cho nam diễn viên đóng vai phụ trong một phim, được bầu chọn là xuất sắc nhất. Giải này được thành lập từ năm 1974.

## Các người đoạt giải
- 1974: Barry Humphries - The Great McCarthy
- 1975: Reg Lyle - Sunday Too Far Away
- 1976: Drew Forsythe - Caddie
- 1977: John Ewart - The Picture Show Man
- 1978: Ray Barrett - The Chant of Jimmie Blacksmith
- 1979: Alwyn Kurts - Tim
- 1980: Bryan Brown - Breaker Morant
- 1981: Bill Hunter - Gallipoli
- 1982: Warren Mitchell - Norman Loves Rose
- 1983: John Hargreaves - Careful, He Might Hear You
- 1984: Steve Bisley - Silver City
- 1985: Nique Needles - The Boy Who Had Everything
- 1986: John Hargreaves - Malcolm
- 1987: Ben Mendelsohn - The Year My Voice Broke
- 1988: Kim Gyngell - Boulevard Of Broken Dreams
- 1989: Chris Haywood - Emerald City
- 1990: Steve Bisley - The Big Steal
- 1991: Russell Crowe - Proof
- 1992: Barry Otto - Strictly Ballroom
- 1993: David Ngoombujarra - Blackfellas
- 1994: Max Cullen - Spider & Rose
- 1995: Ray Barrett - Hotel Sorrento
- 1996: Armin Mueller-Stahl - Shine
- 1997: Andrew S. Gilbert - Kiss or Kill
- 1998: John Polson - The Boys
- 1999: Bryan Brown - Two Hands
- 2000: Simon Lyndon - Chopper
- 2001: Vince Colosimo - Lantana
- 2002: Nathaniel Dean - Walking On Water
- 2003: David Ngoombujarra - Black and White
- 2004: Erik Thomson - Somersault
- 2005: Anthony Hayes - Look Both Ways
- 2006: Anthony Hayes - Suburban Mayhem
- 2007: Marton Csokas - Romulus, My Father
- 2008: Luke Ford - The Black Balloon